# Wolfs markatta
Wolfs markatta (Cercopithecus wolfi) är en primat i familjen markattartade apor som förekommer i centrala Afrika. Den klassificeras ibland som underart av kronmarkatta (Cercopithecus pogonias).

## Utseende
Arten är en av de färggladaste markattorna. Den har en mörkgrå ovansida med en rödaktig fläck på ryggens mitt. Pälsen på undersidan har huvudsakligen en vitaktig till ljusgul färg. Utsidan av de främre extremiteterna är liksom ryggen mörkgrå och de bakre extremiteterna är rödbrun på utsidan. Den gråa svansen blir från svansroten till spetsen mörkare (nästan svart). Ansiktet är påfallande med en svart mask mellan öronen över ögonen. Ovanpå och under masken har Wolfs markatta långa gulvita hår. Öronen är utrustade med hårtofs i röd eller gulvit. Liksom hos flera andra markattor har hannens scrotum en blå färg. Hannar är med en vikt av 3,8 till 4,2 kg tydlig tyngre än honor som väger 2,4 till 3,1 kg. Kroppslängden är bara för hannar tillräcklig undersökt, de mäter från nosen till svansroten 44 till 51 cm och därtill kommer en 70 till 82 cm lång svans.

## Utbredning och habitat
Utbredningsområdets storlek är osäker då avgränsningen till kronmarkattan är oklart. Regionens centrum ligger i Kongo-Kinshasa. Habitatet utgörs av tropiska regnskogar.

## Ekologi
Individerna vistas främst i träd 15 till 25 meter över marken. De bildar flockar med upp till 12 medlemmar som består av en vuxen hanne, flera vuxna honor och deras ungar. Unga könsmogna hannar samlas i ungkarlsgrupper. Ofta förekommer blandade grupper med andra primater som svartkindad vitnäsa (Cercopithecus ascanius), Lophocebus aterrimus eller Colobus angolensis.
De är huvudsakligen aktiv på dagen och livnär sig främst av frukter. Dessutom äter Wolfs markatta frön, blommor, blad och nektar samt i mindre mått insekter.
Vanligen är det bara den dominanta hannen från flocken som får para sig med honorna men ibland lyckas en hanne från en ungkarlsgrupp med parningen. Dräktigheten varar i 160 till 170 dagar och sedan föder honan en eller två ungar. Ungefär tre månader efter födelsen slutar honan med digivning. Båda kön blir efter cirka 4,5 år könsmogna.
Livslängden är vanligen 20 till 26 år.